# Demjan Korottschenko
Demjan Serhijowytsch Korottschenko (ukrainisch Дем'ян Сергійович Коротченко, russisch Демьян Сергеевич Коротченко; geb. 29. Oktoberjul. / 10. November 1894greg. in Pohrebky, Gouvernement Tschernigow, Russisches Kaiserreich; gest. 7. April 1969 in Kiew, Ukrainische SSR, Sowjetunion) war ein ukrainisch-sowjetischer Politiker.
Korottschenko kam in Pohrebky in der heute ukrainischen Oblast Sumy zur Welt. Von 1915 bis 1918 war er in der russischen Armee und seit 1918 Mitglied der Kommunistischen Partei. Zwischen 1934 und 1937 war er in Moskau, anschließend in Smolensk Funktionär der KPdSU und beteiligte sich als Mitglied einer Sondertroika gemäß dem NKWD-Befehl Nr. 00447 an stalinistischen Repressionen. Vom 26. Dezember 1947 bis zum 15. Januar 1954 war er Vorsitzender des Rates der Volkskommissare (Regierungschef) der Ukrainischen Sozialistischen Sowjetrepublik und vom 18. Januar 1954 bis zu seinem Tod war er in Nachfolge von Mychajlo Hretschucha Vorsitzender des Obersten Sowjets der Ukrainischen SSR und stellvertretender Vorsitzender des Präsidiums des Obersten Sowjets der UdSSR. 1952/53 war er Mitglied des Präsidiums des Zentralkomitees der KPdSU und von 1957 bis 1961 Kandidat dieses Gremiums. Er starb in Kiew und wurde dort auf dem Baikowe-Friedhof bestattet.

## Ehrungen
Korottschenko erhielt folgende Orden und Titel verliehen:
- 1939: Lenin-Orden für herausragende Leistungen in der Landwirtschaft
- 1945: Orden des Vaterländischen Krieges erster Klasse für die erfolgreiche Umsetzung des Plans für die Getreidebeschaffung im Jahr 1944
- 1964: Held der sozialistischen Arbeit, Lenin-Orden

sowie den Suworow-Orden 1. Klasse und fünf weitere Male den Leninorden